# Padjelanta Nationalpark
Padjelanta er den største nationalpark i Sverige og ligger i Lappland ved grænsen til Norge. Parken er i hovedsagen en højslette omkring søerne Vastenjaure og Virihaure. Om sommeren driver samer rendrift i omkring  Staloluokta og Arasluokta.
En del planter, som visse arter af Potentil, og grusnarv (Arenaria humifusa), findes ikke andre steder i Sverige. Typiske dyrearter er rensdyr, polarræv, lemming, sneugle, jærv og kongeørn.
Gennem parken går vandrevejen Padjelantaleden med overnatningshytter med en dagsetapes afstand.